# 《乌云背后的幸福线》获奖名单
《乌云背后的幸福线》是大卫·欧·拉塞尔、根据马修·奎克同名小说改编的2012年美国浪漫喜剧剧情片。影片由布萊德利·庫柏、珍妮佛·勞倫斯主演，配角演员包括罗伯特·德尼罗、賈姬·威佛、克里斯·塔克、亞努潘·卡爾、茱莉亞·史緹爾，讲述躁鬱症患者帕特（库珀饰）与青年寡妇蒂凡妮（劳伦斯饰）的相知、相处、相恋。
影片2012年9月8日在多伦多国际电影节首映，拉塞尔拿下人民选择奖。电影同年11月16日开始在美国限量发行，溫斯坦影業安排12月25日开始在七百多家电影院全面上映。影片以2100万美元制作成取得超2.36亿美元全球票房，评论汇总网站爛番茄共收集260篇评论文章，对本片的认可度达九成二。
《乌云背后的幸福线》入围奖项众多，除导演、编剧外，库珀、劳伦斯、德尼罗的演出尤得青睐。电影在第85屆奧斯卡金像獎角逐获八项提名，是《烽火赤焰萬里情》（1981年）后首部获全部演员奖提名的电影，最后为劳伦斯摘得影后桂冠。拉塞尔获第66届英国电影学院奖最佳改编剧本。影片在第70屆金球獎入围四项，劳伦斯最后拿下最佳电影女主角（音乐剧/喜剧类）。澳大利亞影視藝術學院獎、底特律影评人协会、獨立精神獎、卫星奖、评论家选择电影奖、MTV影視大獎、聖地牙哥影評人協會、华盛顿特区影评人协会均提名本片角逐最佳影片，电影还获美国电影学会年度电影奖。

## 荣誉
| 机构                   | 颁奖日期              | 奖项                            | | 结果 | 参考          |
| ---------------------- | --------------------- | ------------------------------- | --- | ---- | ------------- |
| 澳大利亞影視藝術學院獎 | 2013年1月26日         | 最佳国际电影                    | 布鲁斯·科恩、唐娜·吉格里奥蒂、乔纳森·戈登                                                                       | 獲獎 | [ 10 ]        |
| 澳大利亞影視藝術學院獎 | 2013年1月26日         | 最佳国际导演                    | 大卫·欧·拉塞尔                                                                                                  | 獲獎 | [ 10 ]        |
| 澳大利亞影視藝術學院獎 | 2013年1月26日         | 最佳国际编剧                    | 大卫·欧·拉塞尔                                                                                                  | 提名 | [ 10 ]        |
| 澳大利亞影視藝術學院獎 | 2013年1月26日         | 最佳国际男主角                  | 布萊德利·庫柏                                                                                                   | 提名 | [ 10 ]        |
| 澳大利亞影視藝術學院獎 | 2013年1月26日         | 最佳国际女主角                  | 珍妮佛·勞倫斯                                                                                                   | 獲獎 | [ 10 ]        |
| 澳大利亞影視藝術學院獎 | 2013年1月26日         | 最佳国际男配角                  | 罗伯特·德尼罗                                                                                                   | 獲獎 | [ 10 ]        |
| 澳大利亞影視藝術學院獎 | 2013年1月26日         | 最佳国际女配角                  | 賈姬·威佛 | 獲獎 | [ 10 ]        |
| 奥斯卡金像奖           | 2013年2月24日         | 最佳影片                        | 布鲁斯·科恩、唐娜·吉格里奥蒂、乔纳森·戈登                                                                       | 提名 | [ 11 ]        |
| 奥斯卡金像奖           | 2013年2月24日         | 最佳男主角                      | 布莱德利·库珀                                                                                                   | 提名 | [ 11 ]        |
| 奥斯卡金像奖           | 2013年2月24日         | 最佳女主角                      | 詹妮弗·劳伦斯                                                                                                   | 獲獎 | [ 11 ]        |
| 奥斯卡金像奖           | 2013年2月24日         | 最佳男配角                      | 罗伯特·德尼罗                                                                                                   | 提名 | [ 11 ]        |
| 奥斯卡金像奖           | 2013年2月24日         | 最佳女配角                      | 杰基·韦佛 | 提名 | [ 11 ]        |
| 奥斯卡金像奖           | 2013年2月24日         | 最佳导演                        | 大卫·欧·拉塞尔                                                                                                  | 提名 | [ 11 ]        |
| 奥斯卡金像奖           | 2013年2月24日         | 最佳原著改编                    | 大卫·欧·拉塞尔                                                                                                  | 提名 | [ 11 ]        |
| 奥斯卡金像奖           | 2013年2月24日         | 最佳剪辑                        | 杰伊·卡西迪、克里斯宾·斯特拉瑟斯                                                                                | 提名 | [ 11 ]        |
| 美国电影学会           | 2013年1月11日         | 年度电影                        | 《乌云背后的幸福线》                                                                                            | 獲獎 | [ 12 ]        |
| 奥斯汀电影节           | 2012年10月18至25日    | 院线电影类观众奖                | 大卫·欧·拉塞尔                                                                                                  | 獲獎 | [ 13 ]        |
| 英国电影学院奖         | 2013年2月10日         | 最佳男主角                      | 布莱德利·库珀                                                                                                   | 提名 | [ 14 ]        |
| 英国电影学院奖         | 2013年2月10日         | 最佳女主角                      | 詹妮弗·劳伦斯                                                                                                   | 提名 | [ 14 ]        |
| 英国电影学院奖         | 2013年2月10日         | 最佳改编剧本                    | 大卫·欧·拉塞尔                                                                                                  | 獲獎 | [ 14 ]        |
| 评论家选择电影奖       | 2013年1月10日         | 最佳影片                        | 《乌云背后的幸福线》                                                                                            | 提名 | [ 15 ] [ 16 ] |
| 评论家选择电影奖       | 2013年1月10日         | 最佳男主角                      | 布莱德利·库珀                                                                                                   | 提名 | [ 15 ] [ 16 ] |
| 评论家选择电影奖       | 2013年1月10日         | 最佳女主角                      | 詹妮弗·劳伦斯                                                                                                   | 提名 | [ 15 ] [ 16 ] |
| 评论家选择电影奖       | 2013年1月10日         | 最佳男配角                      | 罗伯特·德尼罗                                                                                                   | 提名 | [ 15 ] [ 16 ] |
| 评论家选择电影奖       | 2013年1月10日         | 最佳群体演出                    | 《乌云背后的幸福线》                                                                                            | 獲獎 | [ 15 ] [ 16 ] |
| 评论家选择电影奖       | 2013年1月10日         | 最佳导演                        | 大卫·欧·拉塞尔                                                                                                  | 提名 | [ 15 ] [ 16 ] |
| 评论家选择电影奖       | 2013年1月10日         | 最佳改编剧本                    | 大卫·欧·拉塞尔                                                                                                  | 提名 | [ 15 ] [ 16 ] |
| 评论家选择电影奖       | 2013年1月10日         | 最佳喜剧片                      | 《乌云背后的幸福线》                                                                                            | 獲獎 | [ 15 ] [ 16 ] |
| 评论家选择电影奖       | 2013年1月10日         | 最佳喜剧男主角                  | 布莱德利·库珀                                                                                                   | 獲獎 | [ 15 ] [ 16 ] |
| 评论家选择电影奖       | 2013年1月10日         | 最佳喜剧女主角                  | 詹妮弗·劳伦斯                                                                                                   | 獲獎 | [ 15 ] [ 16 ] |
| 底特律影评人协会       | 2012年12月14日        | 最佳影片                        | 《乌云背后的幸福线》                                                                                            | 獲獎 | [ 17 ]        |
| 底特律影评人协会       | 2012年12月14日        | 最佳导演                        | 大卫·欧·拉塞尔                                                                                                  | 獲獎 | [ 17 ]        |
| 底特律影评人协会       | 2012年12月14日        | 最佳男主角                      | 布莱德利·库珀                                                                                                   | 提名 | [ 17 ]        |
| 底特律影评人协会       | 2012年12月14日        | 最佳女主角                      | 詹妮弗·劳伦斯                                                                                                   | 獲獎 | [ 17 ]        |
| 底特律影评人协会       | 2012年12月14日        | 最佳男配角                      | 罗伯特·德尼罗                                                                                                   | 獲獎 | [ 17 ]        |
| 底特律影评人协会       | 2012年12月14日        | 最佳群戏                        | 《乌云背后的幸福线》                                                                                            | 提名 | [ 17 ]        |
| 底特律影评人协会       | 2012年12月14日        | 最佳剧本                        | 大卫·欧·拉塞尔                                                                                                  | 獲獎 | [ 17 ]        |
| 金球獎                 | 2013年1月13日         | 最佳影片（音乐剧/喜剧类）       | 《乌云背后的幸福线》                                                                                            | 提名 | [ 18 ] [ 19 ] |
| 金球獎                 | 2013年1月13日         | 最佳电影男主角（音乐剧/喜剧类） | 布莱德利·库珀                                                                                                   | 提名 | [ 18 ] [ 19 ] |
| 金球獎                 | 2013年1月13日         | 最佳电影女主角（音乐剧/喜剧类） | 詹妮弗·劳伦斯                                                                                                   | 獲獎 | [ 18 ] [ 19 ] |
| 金球獎                 | 2013年1月13日         | 最佳编剧                        | 大卫·欧·拉塞尔                                                                                                  | 提名 | [ 18 ] [ 19 ] |
| 哥譚獨立電影獎         | 2012年11月26日        | 最佳群体演出                    | 《乌云背后的幸福线》                                                                                            | 提名 | [ 20 ]        |
| 葛萊美獎               | 2014年1月26日         | 最佳视觉媒体歌曲                | 洁西·J、戴安·沃伦：《乌云背后见光明（为你疯狂）》                                                               | 提名 | [ 21 ]        |
| 汉普顿国际电影节       | 2012年10月7日         | 观众奖最佳叙事片                | 大卫·欧·拉塞尔                                                                                                  | 獲獎 | [ 22 ]        |
| 好莱坞电影节           | 2012年10月22日        | 年度男主角                      | 布莱德利·库珀                                                                                                   | 獲獎 | [ 23 ]        |
| 好莱坞电影节           | 2012年10月22日        | 年度导演                        | 大卫·欧·拉塞尔                                                                                                  | 獲獎 | [ 23 ]        |
| 好莱坞电影节           | 2012年10月22日        | 年度男配角                      | 罗伯特·德尼罗                                                                                                   | 獲獎 | [ 23 ]        |
| 休斯顿影评人协会       | 2013年1月5日          | 最佳女主角                      | 詹妮弗·劳伦斯                                                                                                   | 獲獎 | [ 24 ]        |
| 獨立精神獎             | 2013年1月23日         | 最佳影片                        | 大卫·欧·拉塞尔                                                                                                  | 獲獎 | [ 25 ]        |
| 獨立精神獎             | 2013年1月23日         | 最佳导演                        | 大卫·欧·拉塞尔                                                                                                  | 獲獎 | [ 25 ]        |
| 獨立精神獎             | 2013年1月23日         | 最佳女主角                      | 詹妮弗·劳伦斯                                                                                                   | 獲獎 | [ 25 ]        |
| 獨立精神獎             | 2013年1月23日         | 最佳女主角                      | 布莱德利·库珀                                                                                                   | 提名 | [ 25 ]        |
| 獨立精神獎             | 2013年1月23日         | 最佳编剧                        | 大卫·欧·拉塞尔                                                                                                  | 獲獎 | [ 25 ]        |
| 国际电影音乐评论家协会 | 2013年2月21日         | 年度电影作曲家                  | 丹尼·葉夫曼 （获奖作品除本片外还包括：《怪誕黑家族》、《怪誕復活狗》、《黑衣人3》、《希区柯克》、《心靈勇氣》） | 獲獎 | [ 26 ]        |
| 国际电影音乐评论家协会 | 2013年2月21日         | 最佳喜剧片原创配乐              | 丹尼·艾夫曼 | 提名 | [ 26 ]        |
| 洛杉磯影評人協會       | 2012年12月9日         | 最佳女主角                      | 詹妮弗·劳伦斯                                                                                                   | 獲獎 | [ 27 ]        |
| MTV影視大獎            | 2013年4月14日         | 年度电影                        | 《乌云背后的幸福线》                                                                                            | 提名 | [ 28 ]        |
| MTV影視大獎            | 2013年4月14日         | 最佳男演员                      | 詹妮弗·劳伦斯                                                                                                   | 獲獎 | [ 28 ]        |
| MTV影視大獎            | 2013年4月14日         | 最佳女演员                      | 布莱德利·库珀                                                                                                   | 獲獎 | [ 28 ]        |
| MTV影視大獎            | 2013年4月14日         | 最佳银幕之吻                    | 布莱德利·库珀、詹妮弗·劳伦斯                                                                                    | 獲獎 | [ 28 ]        |
| MTV影視大獎            | 2013年4月14日         | 最佳歌舞桥段                    | 布莱德利·库珀、詹妮弗·劳伦斯                                                                                    | 提名 | [ 28 ]        |
| 國家評論協會           | 2012年12月5日         | 最佳男主角                      | 布莱德利·库珀                                                                                                   | 獲獎 | [ 29 ]        |
| 國家評論協會           | 2012年12月5日         | 最佳改编剧本                    | 大卫·欧·拉塞尔                                                                                                  | 獲獎 | [ 29 ]        |
| 國家影評人協會         | 2013年1月5日          | 最佳女主角                      | 詹妮弗·劳伦斯                                                                                                   | 第二 | [ 30 ]        |
| 國家影評人協會         | 2013年1月5日          | 最佳编剧                        | 大卫·欧·拉塞尔                                                                                                  | 第三 | [ 30 ]        |
| 美國製片人協會         | 2013年1月26日         | 最佳院线电影                    | 布鲁斯·科恩、唐娜·吉格里奥蒂、乔纳森·戈登                                                                       | 提名 | [ 31 ]        |
| 聖地牙哥影評人協會     | 2012年12月11日        | 最佳影片                        | 《乌云背后的幸福线》                                                                                            | 提名 | [ 32 ]        |
| 聖地牙哥影評人協會     | 2012年12月11日        | 最佳导演                        | 大卫·欧·拉塞尔                                                                                                  | 提名 | [ 32 ]        |
| 聖地牙哥影評人協會     | 2012年12月11日        | 最佳男主角                      | 布莱德利·库珀                                                                                                   | 提名 | [ 32 ]        |
| 聖地牙哥影評人協會     | 2012年12月11日        | 最佳女主角                      | 詹妮弗·劳伦斯                                                                                                   | 提名 | [ 32 ]        |
| 聖地牙哥影評人協會     | 2012年12月11日        | 最佳改编剧本                    | 大卫·欧·拉塞尔                                                                                                  | 提名 | [ 32 ]        |
| 聖地牙哥影評人協會     | 2012年12月11日        | 最佳群体演出                    | 《乌云背后的幸福线》                                                                                            | 提名 | [ 32 ]        |
| 卫星奖                 | 2012年12月16日        | 最佳影片                        | 《乌云背后的幸福线》                                                                                            | 獲獎 | [ 33 ] [ 34 ] |
| 卫星奖                 | 2012年12月16日        | 最佳男主角                      | 布莱德利·库珀                                                                                                   | 獲獎 | [ 33 ] [ 34 ] |
| 卫星奖                 | 2012年12月16日        | 最佳女主角                      | 詹妮弗·劳伦斯                                                                                                   | 獲獎 | [ 33 ] [ 34 ] |
| 卫星奖                 | 2012年12月16日        | 最佳男配角                      | 罗伯特·德尼罗                                                                                                   | 提名 | [ 33 ] [ 34 ] |
| 卫星奖                 | 2012年12月16日        | 最佳导演                        | 大卫·欧·拉塞尔                                                                                                  | 獲獎 | [ 33 ] [ 34 ] |
| 卫星奖                 | 2012年12月16日        | 最佳改编剧本                    | 大卫·欧·拉塞尔                                                                                                  | 提名 | [ 33 ] [ 34 ] |
| 卫星奖                 | 2012年12月16日        | 最佳剪辑                        | 杰伊·卡西迪、克里斯宾·斯特拉瑟斯                                                                                | 獲獎 | [ 33 ] [ 34 ] |
| 圣芭芭拉国际电影节     | 2013年1月24日至2月3日 | 年度演员                        | 詹妮弗·劳伦斯                                                                                                   | 獲獎 | [ 35 ] [ 36 ] |
| 美國演員工會獎         | 2013年1月27日         | 最佳男主角                      | 布莱德利·库珀                                                                                                   | 提名 | [ 37 ]        |
| 美國演員工會獎         | 2013年1月27日         | 最佳女主角                      | 詹妮弗·劳伦斯                                                                                                   | 獲獎 | [ 37 ]        |
| 美國演員工會獎         | 2013年1月27日         | 最佳男配角                      | 罗伯特·德尼罗                                                                                                   | 提名 | [ 37 ]        |
| 美國演員工會獎         | 2013年1月27日         | 最佳群体演出                    | 《乌云背后的幸福线》                                                                                            | 提名 | [ 37 ]        |
| 圣路易斯影评人协会     | 2012年12月17日        | 最佳男主角                      | 布莱德利·库珀                                                                                                   | 提名 | [ 38 ] [ 39 ] |
| 圣路易斯影评人协会     | 2012年12月17日        | 最佳女主角                      | 詹妮弗·劳伦斯                                                                                                   | 第二 | [ 38 ] [ 39 ] |
| 圣路易斯影评人协会     | 2012年12月17日        | 最佳剧本                        | 大卫·欧·拉塞尔                                                                                                  | 提名 | [ 38 ] [ 39 ] |
| 多倫多國際電影節       | 2012年9月6至16日      | 人民选择奖                      | 大卫·欧·拉塞尔                                                                                                  | 獲獎 | [ 40 ] [ 41 ] |
| 华盛顿特区影评人协会   | 2012年12月10日        | 最佳影片                        | 《乌云背后的幸福线》                                                                                            | 提名 | [ 42 ]        |
| 华盛顿特区影评人协会   | 2012年12月10日        | 最佳女主角                      | 詹妮弗·劳伦斯                                                                                                   | 提名 | [ 42 ]        |
| 华盛顿特区影评人协会   | 2012年12月10日        | 最佳改编剧本                    | 大卫·欧·拉塞尔                                                                                                  | 獲獎 | [ 42 ]        |